# 야수 인간
야수 인간(La Bete Humaine, The Human Beast)은 프랑스에서 제작된 장 르누아르 감독의 1938년 드라마 영화이다. 에밀 졸라의 동명의 소설을 바탕으로 제작되었다. 장 가뱅 등이 주연으로 출연하였고 레이몬드 하킴 등이 제작에 참여하였다.

## 출연

### 주연
- 장 가뱅
- 시몬느 시몽
- 페르낭 르두

### 조연
- 블랑셰 브르누아

## 제작진
- 원작자: 에밀 졸라
- 미술: 유진 로리